# فهرست فصل‌های باشگاه فوتبال اینتر میلان
باشگاه فوتبال اینترناتزیوناله میلانو (ایتالیایی: Football Club Internazionale Milano)، یک باشگاه حرفه‌ای فوتبال است که در شهر میلان، لمباردی واقع شده‌است. این باشگاه در ۹ مارس سال ۱۹۰۸ میلادی تأسیس شده‌است. اینترناتزیوناله اولین بازی رقابتی خود را در ۱۰ ژانویه ۱۹۰۹ در برابر تیم همشهری یعنی آ.ث. میلان انجام داد. سال بعد، آنها اولین قهرمانی خود را در رقابت‌های قهرمانی فوتبال ایتالیا با شکست دادن پرو ورچلی در پلی آف به دست آوردند.
این لیستی از فصول بازی اینترمیلان در فوتبال ایتالیا و اروپا است. این جزئیات دستاوردهای باشگاه در رقابت‌های بزرگ، مربیان و گلزنان برتر لیگ در هر فصل را نشان می‌دهد.

## کلیدها
| - CL = لیگ قهرمانان اروپا - EC = جام باشگاه‌های اروپا - EL = لیگ اروپا - UC = جام یوفا - ICFC = اینتر-سیتیز فیرز کاپ - CWC = جام برندگان جام اروپا - USC = سوپرجام اروپا - IC = جام بین قاره‌ای - FCWC = جام باشگاه‌های فوتبال جهان - MIT = جام میتروپا | - ب = بازی پایان یافته - پ = پیروزی - م = مساوی - ش = شکست - گ. ز = گل زده - گ. خ = گل خورده - امتیاز = امتیازات - جایگاه = جایگاه نهایی | - F = فینال - SF = نیمه نهایی - QF = یک‌چهارم نهایی - R16 = یک‌هشتم نهایی - R32 = یک‌شانزدهم نهایی - گروهی = مرحله گروهی - N/A = صعود نکرد - – = تورنومنت برگزار نشد | - QR1 = اولین مرحله انتخابی - QR2 = دومین مرحله انتخابی - QR3 = سومین مرحله انتخابی - QR4 = چهارمین مرحله انتخابی - R1 = دور اول - R2 = دور دوم - R3 = دور سوم - R4 = دور چهارم - R5 = دور پنجم - R6 = دور ششم |

| قهرمان | نایب قهرمان | سوم | آقای گل سری آ |

## فصل‌ها
| فصل                                                                        | لیگ                                 | لیگ | لیگ | لیگ | لیگ | لیگ  | لیگ  | لیگ    | لیگ         | کوپا ایتالیا | رقابت‌های یوفا و فیفا              | سوپر جام ایتالیا | مربی                                                  | بهترین گلزن                   | بهترین گلزن |
| فصل                                                                        | دسته                                | ب   | پ   | م   | ب   | گ. ز | گ. خ | امتیاز | جایگاه      | کوپا ایتالیا | رقابت‌های یوفا و فیفا              | سوپر جام ایتالیا | مربی                                                  | بهترین گلزن                   | بهترین گلزن |
| -------------------------------------------------------------------------- | ----------------------------------- | --- | --- | --- | --- | ---- | ---- | ------ | ----------- | ------------ | --------------------------------- | ---------------- | ----------------------------------------------------- | ----------------------------- | ----------- |
| ۱۹۰۸-۰۹                                                                    | قهرمانی فدرال پریما کتگوریا/لمباردی | ۲   | ۰   | ۰   | ۲   | ۲    | ۵    | ۰      | سوم         | –            | N/A                               | –                | ویرجیلیو فوساتی                                       | آچیله گاما برنارد شولر        | ۱           |
| ۱۹۰۹-۱۰                                                                    | پریما کتگوریا                       | ۱۶  | ۱۲  | ۱   | ۳   | ۵۵   | ۲۶   | ۲۵     | قهرمان      | –            | N/A                               | –                | ویرجیلیو فوساتی                                       | ارنست پترلی                   | ۲۵          |
| ۱۹۱۰-۱۱                                                                    | پریما کتگوریا                       | ۱۶  | ۶   | ۱   | ۹   | ۲۴   | ۳۱   | ۱۳     | ششم         | –            | N/A                               | –                | ویرجیلیو فوساتی                                       |                               |             |
| ۱۹۱۱-۱۲                                                                    | پریما کتگوریا                       | ۱۸  | ۱۰  | ۱   | ۷   | ۴۲   | ۲۲   | ۲۱     | چهارم       | –            | N/A                               | –                | ویرجیلیو فوساتی                                       |                               |             |
| ۱۹۱۲-۱۳                                                                    | پریما کتگوریا                       | ۱۰  | ۶   | ۰   | ۴   | ۲۴   | ۱۴   | ۱۲     | سوم         | –            | N/A                               | –                | ویرجیلیو فوساتی                                       |                               |             |
| ۱۹۱۳-۱۴                                                                    | پریما کتگوریا                       | ۲۸  | ۱۹  | ۴   | ۵   | ۱۱۳  | ۴۱   | ۴۲     | سوم         | –            | N/A                               | –                | ویرجیلیو فوساتی                                       | لوئیجی چونینی                 | ۳۷          |
| ۱۹۱۴-۱۵                                                                    | پریما کتگوریا                       | ۲۱  | ۱۵  | ۲   | ۴   | ۹۸   | ۲۲   | ۳۲     | سوم         | –            | N/A                               | –                | ویرجیلیو فوساتی                                       | امیلیو آگرادی                 | ۳۱          |
| بخاطر جنگ جهانی اول، هیچ رقابت فوتبالی بین سال‌های ۱۹۱۵ تا ۱۹۱۹ برگزار نشد. |                                     |     |     |     |     |      |      |        |             |              |                                   |                  |                                                       |                               |             |
| ۱۹۱۹-۲۰                                                                    | پریما کتگوریا                       | ۲۳  | ۱۷  | ۵   | ۱   | ۸۴   | ۲۸   | ۳۷     | قهرمان      | –            | N/A                               | –                | فرانچسکو مائورو نینو رسِگوتی                           | لوئیجی چونینی                 | ۲۳          |
| ۱۹۲۰-۲۱                                                                    | پریما کتگوریا/لمباردی گروه A        | ۲۲  | ۱۳  | ۵   | ۴   | ۸۱   | ۲۹   | ۳۱     | سوم         | –            | N/A                               | –                | کمیسیون فنی                                           | لوئیجی چونینی                 | ۳۱          |
| ۱۹۲۱-۲۲                                                                    | پریما دیویژن .C.C.I/گروه B          | ۲۲  | ۳   | ۵   | ۱۴  | ۲۹   | ۶۶   | ۱۱     | دوازدهم     | N/A          | N/A                               | –                | کمیسیون فنی                                           | ارمانو آئبی                   | ۶           |
| ۱۹۲۲-۲۳                                                                    | پریما دیویژن/گروه A                 | ۲۲  | ۸   | ۵   | ۹   | ۳۳   | ۳۷   | ۲۱     | هفتم        | –            | N/A                               | –                | باب اسپاتیسوود                                        | لئوپولدو کونتی                | ۱۰          |
| ۱۹۲۳-۲۴                                                                    | پریما دیویژن/گروه A                 | ۲۲  | ۱۱  | ۵   | ۶   | ۳۱   | ۲۵   | ۲۷     | سوم         | –            | N/A                               | –                | باب اسپاتیسوود                                        | لئوپولدو کونتی                | ۸           |
| ۱۹۲۴-۲۵                                                                    | پریما دیویژن/گروه A                 | ۲۲  | ۱۲  | ۱   | ۹   | ۴۴   | ۳۷   | ۲۵     | چهارم       | –            | N/A                               | –                | پائولو شیدلر                                          | لوئیجی چونینی                 | ۱۲          |
| ۱۹۲۵-۲۶                                                                    | پریما دیویژن                        | ۲۲  | ۱۰  | ۵   | ۷   | ۴۴   | ۳۸   | ۲۵     | پنجم        | –            | N/A                               | –                | پائولو شیدلر                                          | لئوپولدو کونتی                | ۱۳          |
| ۱۹۲۶-۲۷                                                                    | دیویژن ناتزیوناله                   | ۲۸  | ۱۵  | ۵   | ۸   | ۶۲   | ۳۸   | ۳۵     | پنجم        | R3           | N/A                               | –                | آرپاد وِیز                                             | آنتون پوولنی                  | ۲۲          |
| ۱۹۲۷-۲۸                                                                    | دیویژن ناتزیوناله                   | ۳۴  | ۱۴  | ۷   | ۱۳  | ۶۷   | ۶۹   | ۳۵     | هفتم        | –            | N/A                               | –                | آرپاد وِیز                                             | فولویو برناردینی              | ۱۷          |
| ۱۹۲۸-۲۹                                                                    | دیویژن ناتزیوناله/گروه B            | ۳۰  | ۱۷  | ۳   | ۱۰  | ۹۵   | ۳۸   | ۳۷     | ششم         | –            | N/A                               | –                | جوزف ویولا                                            | جوزپه مئاتزا                  | ۳۳          |
| ۱۹۲۹-۳۰                                                                    | سری آ                               | ۳۴  | ۲۲  | ۶   | ۶   | ۸۵   | ۳۸   | ۵۰     | قهرمان      | –            | MIT SF                            | –                | آرپاد وِیز                                             | جوزپه مئاتزا                  | ۳۱          |
| ۱۹۳۰-۳۱                                                                    | سری آ                               | ۳۴  | ۱۵  | ۸   | ۱۱  | ۶۰   | ۴۵   | ۳۸     | پنجم        | –            | N/A                               | –                | آرپاد وِیز                                             | جوزپه مئاتزا                  | ۲۴          |
| ۱۹۳۱-۳۲                                                                    | سری آ                               | ۳۴  | ۱۵  | ۸   | ۱۱  | ۶۷   | ۵۲   | ۳۸     | ششم         | –            | N/A                               | –                | ایستوان توث                                           |                               |             |
| ۱۹۳۲-۳۳                                                                    | سری آ                               | ۳۴  | ۱۹  | ۸   | ۷   | ۸۰   | ۵۳   | ۴۶     | نایب قهرمان | –            | نایب قهرمان MIT                   | –                | آرپاد وِیز                                             |                               |             |
| ۱۹۳۳-۳۴                                                                    | سری آ                               | ۳۴  | ۲۰  | ۹   | ۵   | ۶۶   | ۲۴   | ۴۹     | نایب قهرمان | –            | MIT R1                            | –                | آرپاد وِیز                                             | جوزپه مئاتزا                  | ۲۱          |
| ۱۹۳۴-۳۵                                                                    | سری آ                               | ۳۰  | ۱۵  | ۱۲  | ۳   | ۵۸   | ۲۴   | ۴۲     | نایب قهرمان | –            | MIT R1                            | –                | جیولا فلدمان                                          |                               |             |
| ۱۹۳۵-۳۶                                                                    | سری آ                               | ۳۰  | ۱۴  | ۸   | ۸   | ۶۱   | ۳۴   | ۳۶     | چهارم       | R16          | MIT SF                            | –                | جیولا فلدمان آلبینو کارارو                            | جوزپه مئاتزا                  | ۲۵          |
| ۱۹۳۶-۳۷                                                                    | سری آ                               | ۳۰  | ۹   | ۱۳  | ۸   | ۴۳   | ۳۵   | ۳۱     | هفتم        | SF           | N/A                               | –                | آرماندو کاستلازی                                      |                               |             |
| ۱۹۳۷-۳۸                                                                    | سری آ                               | ۳۰  | ۱۶  | ۹   | ۵   | ۵۷   | ۲۸   | ۴۱     | قهرمان      | SF           | MIT QF                            | –                | آرماندو کاستلازی                                      | جوزپه مئاتزا                  | ۲۰          |
| ۱۹۳۸-۳۹                                                                    | سری آ                               | ۳۰  | ۱۴  | ۹   | ۷   | ۵۵   | ۳۷   | ۳۷     | سوم         | قهرمان       | MIT QF                            | –                | تونی کارگنلی                                          | آنیباله فروسی پیترو فرراریس   | ۱۰          |
| ۱۹۳۹-۴۰                                                                    | سری آ                               | ۳۰  | ۲۰  | ۴   | ۶   | ۵۶   | ۲۳   | ۴۴     | قهرمان      | R32          | N/A                               | –                | تونی کارگنلی                                          | اومبرتو گوارنیری              | ۱۵          |
| ۱۹۴۰-۴۱                                                                    | سری آ                               | ۳۰  | ۱۴  | ۷   | ۹   | ۵۲   | ۴۲   | ۳۵     | نایب قهرمان | R16          | N/A                               | –                | جیوسپه پروکتی ایتالو زامبرلتی                         |                               |             |
| ۱۹۴۱-۴۲                                                                    | سری آ                               | ۳۰  | ۷   | ۱۲  | ۱۱  | ۳۱   | ۴۷   | ۲۶     | دوازدهم     | R16          | N/A                               | –                | ایوو فیورنتینی فرنتس مولنار                           |                               |             |
| ۱۹۴۲-۴۳                                                                    | سری آ                               | ۳۰  | ۱۵  | ۴   | ۱۱  | ۵۳   | ۳۸   | ۳۴     | چهارم       | R16          | N/A                               | –                | جووانی فراری                                          |                               |             |
| بخاطر جنگ جهانی دوم، هیچ رقابت فوتبالی بین سال‌های ۱۹۴۴ و ۱۹۴۵ برگزار نشد.  |                                     |     |     |     |     |      |      |        |             |              |                                   |                  |                                                       |                               |             |
| ۱۹۴۵-۴۶                                                                    | سری آ                               | ۴۰  | ۲۳  | ۷   | ۱۰  | ۷۲   | ۳۷   | ۵۳     | چهارم       | –            | N/A                               | –                | کارلو کارکانو                                         | انریکو کاندیانی رومانو پنزو   | ۱۷          |
| ۱۹۴۶-۴۷                                                                    | سری آ                               | ۳۸  | ۱۳  | ۱۰  | ۱۵  | ۵۹   | ۵۴   | ۳۶     | دهم         | –            | N/A                               | –                | کارلو کارکانو جوزپه مئاتزا                            | کوزیمو موچی                   | ۱۶          |
| ۱۹۴۷-۴۸                                                                    | سری آ                               | ۴۰  | ۱۶  | ۵   | ۱۹  | ۶۷   | ۶۰   | ۳۷     | دوازدهم     | –            | N/A                               | –                | جوزپه مئاتزا کارلو کارکانو دای آستلی                  | برونو کوارسیما                | ۱۶          |
| ۱۹۴۸-۴۹                                                                    | سری آ                               | ۳۸  | ۲۲  | ۱۱  | ۵   | ۸۵   | ۳۹   | ۵۵     | نایب قهرمان | –            | N/A                               | –                | دای آستلی جولیو کاپلی                                 | ایشتوان نیرش                  | ۲۶          |
| ۱۹۴۹-۵۰                                                                    | سری آ                               | ۳۸  | ۲۱  | ۷   | ۱۰  | ۹۹   | ۶۰   | ۴۹     | سوم         | –            | N/A                               | –                | جولیو کاپلی                                           | ایشتوان نیرش                  | ۳۰          |
| ۱۹۵۰-۵۱                                                                    | سری آ                               | ۳۸  | ۲۷  | ۵   | ۶   | ۱۰۷  | ۴۳   | ۵۹     | نایب قهرمان | –            | N/A                               | –                | آلدو اولیویری                                         | ایشتوان نیرش                  | ۳۱          |
| ۱۹۵۱-۵۲                                                                    | سری آ                               | ۳۸  | ۲۱  | ۷   | ۱۰  | ۸۶   | ۴۹   | ۴۹     | سوم         | –            | N/A                               | –                | آلدو اولیویری                                         | ایشتوان نیرش                  | ۲۳          |
| ۱۹۵۲-۵۳                                                                    | سری آ                               | ۳۴  | ۱۹  | ۹   | ۶   | ۴۶   | ۲۴   | ۴۷     | قهرمان      | –            | N/A                               | –                | آلفردو فونی                                           | ایشتوان نیرش                  | ۱۵          |
| ۱۹۵۳-۵۴                                                                    | سری آ                               | ۳۴  | ۲۰  | ۱۱  | ۳   | ۶۷   | ۳۲   | ۵۱     | قهرمان      | –            | N/A                               | –                | آلفردو فونی                                           | جینو آرمانو                   | ۱۳          |
| ۱۹۵۴-۵۵                                                                    | سری آ                               | ۳۴  | ۱۳  | ۱۰  | ۱۱  | ۵۵   | ۴۹   | ۳۶     | هشتم        | –            | N/A                               | –                | آلفردو فونی                                           | جینو آرمانو                   | ۱۴          |
| ۱۹۵۵-۵۶                                                                    | سری آ                               | ۳۴  | ۱۶  | ۷   | ۱۱  | ۵۷   | ۳۶   | ۳۹     | سوم         | –            | گروهی ICFC                        | –                | آلدو کامپاتلی جوزپه مئاتزا                            | بنیتو لورنزی لنارت اسکاگلاند  | ۱۰          |
| ۱۹۵۶-۵۷                                                                    | سری آ                               | ۳۴  | ۱۱  | ۱۳  | ۱۰  | ۵۳   | ۴۵   | ۳۵     | پنجم        | –            | گروهی ICFC                        | –                | آنیباله فروسی لوئیجی فررو جوزپه مئاتزا                | اسکار ماسی                    | ۱۰          |
| ۱۹۵۷-۵۸                                                                    | سری آ                               | ۳۴  | ۱۰  | ۱۲  | ۱۲  | ۳۶   | ۳۶   | ۳۲     | یازدهم      | گروهی        | گروهی ICFC                        | –                | جسی کارور                                             | آنتونیو آنجلیلو               | ۱۶          |
| ۱۹۵۸-۵۹                                                                    | سری آ                               | ۳۴  | ۲۰  | ۶   | ۸   | ۷۷   | ۴۱   | ۴۶     | سوم         | نایب قهرمان  | ICFC QF                           | –                | جوزپه بیگونیو فرانک پدرسن                             | آنتونیو آنجلیلو               | ۳۳          |
| ۱۹۵۹-۶۰                                                                    | سری آ                               | ۳۴  | ۱۴  | ۱۲  | ۸   | ۵۵   | ۴۳   | ۴۰     | چهارم       | QF           | ICFC QF                           | –                | آلدو کامپاتلی کامیلو آکیلی                            | ادی فیرمانی                   | ۱۲          |
| ۱۹۶۰-۶۱                                                                    | سری آ                               | ۳۴  | ۱۸  | ۸   | ۸   | ۷۳   | ۳۹   | ۴۴     | سوم         | QF           | ICFC SF                           | –                | هلنیو هررا                                            | ادی فیرمانی                   | ۱۶          |
| ۱۹۶۱-۶۲                                                                    | سری آ                               | ۳۴  | ۱۹  | ۱۰  | ۵   | ۵۹   | ۳۱   | ۴۸     | نایب قهرمان | R16          | ICFC QF                           | –                | هلنیو هررا                                            | گری هیتچنز                    | ۱۶          |
| ۱۹۶۲-۶۳                                                                    | سری آ                               | ۳۴  | ۱۹  | ۱۱  | ۴   | ۵۶   | ۲۰   | ۴۹     | قهرمان      | R16          | N/A                               | –                | هلنیو هررا                                            | بنیامینو دی جاکومو            | ۱۱          |
| ۱۹۶۳-۶۴                                                                    | سری آ                               | ۳۴  | ۲۳  | ۸   | ۳   | ۵۴   | ۲۱   | ۵۴     | نایب قهرمان | QF           | قهرمان EC                         | –                | هلنیو هررا                                            | جایر دا کوستا                 | ۱۲          |
| ۱۹۶۴-۶۵                                                                    | سری آ                               | ۳۴  | ۲۲  | ۱۰  | ۲   | ۶۸   | ۲۹   | ۵۴     | قهرمان      | نایب قهرمان  | قهرمان EC قهرمان IC               | –                | هلنیو هررا                                            | ساندرو ماتزولا                | ۱۷          |
| ۱۹۶۵-۶۶                                                                    | سری آ                               | ۳۴  | ۲۰  | ۱۰  | ۴   | ۷۰   | ۲۸   | ۵۰     | قهرمان      | SF           | EC SF قهرمان IC                   | –                | هلنیو هررا                                            | ساندرو ماتزولا                | ۱۹          |
| ۱۹۶۶-۶۷                                                                    | سری آ                               | ۳۴  | ۱۹  | ۱۰  | ۵   | ۵۹   | ۲۲   | ۴۸     | نایب قهرمان | SF           | نایب قهرمان EC                    | –                | هلنیو هررا                                            | ساندرو ماتزولا                | ۱۷          |
| ۱۹۶۷-۶۸                                                                    | سری آ                               | ۳۰  | ۱۳  | ۷   | ۱۰  | ۴۶   | ۳۴   | ۳۳     | پنجم        | سوم          | N/A                               | –                | هلنیو هررا                                            | آنجلو دومنگینی                | ۱۱          |
| ۱۹۶۸-۶۹                                                                    | سری آ                               | ۳۰  | ۱۴  | ۸   | ۸   | ۵۵   | ۲۶   | ۳۶     | چهارم       | گروهی        | N/A                               | –                | آلفردو فونی                                           | ماریو برتینی                  | ۱۱          |
| ۱۹۶۹-۷۰                                                                    | سری آ                               | ۳۰  | ۱۶  | ۹   | ۵   | ۴۱   | ۱۹   | ۴۱     | نایب قهرمان | QF           | ICFC SF                           | –                | هریبرتو هررا                                          | روبرتو بونینسنیا              | ۱۳          |
| ۱۹۷۰-۷۱                                                                    | سری آ                               | ۳۰  | ۱۹  | ۸   | ۳   | ۵۰   | ۲۶   | ۴۶     | قهرمان      | گروهی        | ICFC R1                           | –                | هریبرتو هررا جووانی اینورنیتزی                        | روبرتو بونینسنیا              | ۲۴          |
| ۱۹۷۱-۷۲                                                                    | سری آ                               | ۳۰  | ۱۳  | ۱۰  | ۷   | ۴۹   | ۲۸   | ۳۶     | پنجم        | SF           | نایب قهرمان EC                    | –                | جووانی اینورنیتزی                                     | روبرتو بونینسنیا              | ۲۲          |
| ۱۹۷۲-۷۳                                                                    | سری آ                               | ۳۰  | ۱۵  | ۷   | ۸   | ۳۲   | ۲۳   | ۳۷     | پنجم        | SF           | UC R3                             | –                | جووانی اینورنیتزی انه آ ماسیه رو                      | روبرتو بونینسنیا              | ۱۲          |
| ۱۹۷۳-۷۴                                                                    | سری آ                               | ۳۰  | ۱۲  | ۱۱  | ۷   | ۴۷   | ۳۳   | ۳۵     | چهارم       | SF           | UC R1                             | –                | هلنیو هررا انه آ ماسیه رو                             | روبرتو بونینسنیا              | ۲۳          |
| ۱۹۷۴-۷۵                                                                    | سری آ                               | ۳۰  | ۱۰  | ۱۰  | ۱۰  | ۲۶   | ۲۶   | ۳۰     | نهم         | SF           | UC R2                             | –                | لوییس سوارز                                           | روبرتو بونینسنیا              | ۹           |
| ۱۹۷۵-۷۶                                                                    | سری آ                               | ۳۰  | ۱۴  | ۹   | ۷   | ۳۶   | ۲۸   | ۳۷     | چهارم       | SF           | N/A                               | –                | جوزپه کیاپلا                                          | روبرتو بونینسنیا              | ۱۰          |
| ۱۹۷۶-۷۷                                                                    | سری آ                               | ۳۰  | ۱۰  | ۱۳  | ۷   | ۳۴   | ۲۷   | ۳۳     | چهارم       | نایب قهرمان  | UC R1                             | –                | جوزپه کیاپلا                                          | کارلو مورارو                  | ۹           |
| ۱۹۷۷-۷۸                                                                    | سری آ                               | ۳۰  | ۱۳  | ۱۰  | ۷   | ۳۵   | ۲۴   | ۳۶     | پنجم        | قهرمان       | UC R1                             | –                | ائوجنیو برسلینی                                       | آلساندرو آلتوبلی              | ۱۰          |
| ۱۹۷۸-۷۹                                                                    | سری آ                               | ۳۰  | ۱۰  | ۱۶  | ۴   | ۳۸   | ۲۴   | ۳۶     | چهارم       | QF           | CWC QF                            | –                | ائوجنیو برسلینی                                       | آلساندرو آلتوبلی کارلو مورارو | ۱۱          |
| ۱۹۷۹-۸۰                                                                    | سری آ                               | ۳۰  | ۱۴  | ۱۳  | ۳   | ۴۴   | ۲۵   | ۴۱     | قهرمان      | QF           | UC R2                             | –                | ائوجنیو برسلینی                                       | آلساندرو آلتوبلی              | ۱۵          |
| ۱۹۸۰-۸۱                                                                    | سری آ                               | ۳۰  | ۱۴  | ۸   | ۸   | ۴۱   | ۲۴   | ۳۶     | چهارم       | گروهی        | EC SF                             | –                | ائوجنیو برسلینی                                       | آلساندرو آلتوبلی              | ۱۲          |
| ۱۹۸۱-۸۲                                                                    | سری آ                               | ۳۰  | ۱۱  | ۱۳  | ۶   | ۳۹   | ۳۴   | ۳۵     | پنجم        | قهرمان       | UC R2                             | –                | ائوجنیو برسلینی                                       | آلساندرو آلتوبلی              | ۹           |
| ۱۹۸۲-۸۳                                                                    | سری آ                               | ۳۰  | ۱۲  | ۱۴  | ۴   | ۴۰   | ۲۳   | ۳۸     | سوم         | SF           | CWC QF                            | –                | رینو مارکسی                                           | آلساندرو آلتوبلی              | ۱۵          |
| ۱۹۸۳-۸۴                                                                    | سری آ                               | ۳۰  | ۱۲  | ۱۱  | ۷   | ۳۷   | ۲۳   | ۳۵     | چهارم       | گروهی        | UC R3                             | –                | لوئیجی رادیچه                                         | آلساندرو آلتوبلی              | ۱۰          |
| ۱۹۸۴-۸۵                                                                    | سری آ                               | ۳۰  | ۱۳  | ۱۲  | ۵   | ۴۲   | ۲۸   | ۳۸     | سوم         | SF           | UC SF                             | –                | ایلاریو کاستانیر                                      | آلساندرو آلتوبلی              | ۱۷          |
| ۱۹۸۵-۸۶                                                                    | سری آ                               | ۳۰  | ۱۲  | ۸   | ۱۰  | ۳۶   | ۳۳   | ۳۲     | ششم         | QF           | UC SF                             | –                | ایلاریو کاستانیر ماریو کورسو                          | کارل-هاینتس رومنیگه           | ۱۳          |
| ۱۹۸۶-۸۷                                                                    | سری آ                               | ۳۰  | ۱۵  | ۸   | ۷   | ۳۲   | ۱۷   | ۳۸     | سوم         | QF           | UC QF                             | –                | جووانی تراپاتونی                                      | آلساندرو آلتوبلی              | ۱۱          |
| ۱۹۸۷-۸۸                                                                    | سری آ                               | ۳۰  | ۱۱  | ۱۰  | ۹   | ۴۲   | ۳۵   | ۳۲     | پنجم        | SF           | UC R3                             | –*               | جووانی تراپاتونی                                      | آلساندرو آلتوبلی              | ۹           |
| ۱۹۸۸-۸۹                                                                    | سری آ                               | ۳۴  | ۲۶  | ۶   | ۲   | ۶۷   | ۱۹   | ۵۸     | قهرمان      | گروهی        | UC R3                             | N/A              | جووانی تراپاتونی                                      | آلدو سرنا                     | ۲۲          |
| ۱۹۸۹-۹۰                                                                    | سری آ                               | ۳۴  | ۱۷  | ۱۰  | ۷   | ۵۵   | ۳۲   | ۴۴     | سوم         | QF           | EC R1                             | قهرمان           | جووانی تراپاتونی                                      | یورگن کلینزمن                 | ۱۳          |
| ۱۹۹۰-۹۱                                                                    | سری آ                               | ۳۴  | ۱۸  | ۱۰  | ۶   | ۵۶   | ۳۱   | ۴۶     | سوم         | R16          | قهرمان UC                         | N/A              | جووانی تراپاتونی                                      | لوتار ماتئوس                  | ۱۶          |
| ۱۹۹۱-۹۲                                                                    | سری آ                               | ۳۴  | ۱۰  | ۱۷  | ۷   | ۲۸   | ۲۸   | ۳۷     | هشتم        | QF           | UC R1                             | N/A              | کورادو اوریکو لوییس سوارز                             | یورگن کلینزمن                 | ۷           |
| ۱۹۹۲-۹۳                                                                    | سری آ                               | ۳۴  | ۱۷  | ۱۲  | ۵   | ۵۹   | ۳۶   | ۴۶     | نایب قهرمان | QF           | N/A                               | N/A              | اوسوالدو بانیولی                                      | روبن سوسا                     | ۲۰          |
| ۱۹۹۳-۹۴                                                                    | سری آ                               | ۳۴  | ۱۱  | ۹   | ۱۴  | ۴۶   | ۴۵   | ۳۱     | سیزدهم      | QF           | قهرمان UC                         | N/A              | اوسوالدو بانیولی جیامپیرو مارینی                      | روبن سوسا                     | ۱۶          |
| ۱۹۹۴-۹۵                                                                    | سری آ                               | ۳۴  | ۱۴  | ۱۰  | ۱۰  | ۳۹   | ۳۴   | ۵۲     | ششم         | R32          | UC R1                             | N/A              | اوتاویو بیانکی                                        | روبن سوسا                     | ۸           |
| ۱۹۹۵-۹۶                                                                    | سری آ                               | ۳۴  | ۱۵  | ۹   | ۱۰  | ۵۱   | ۳۰   | ۵۴     | هفتم        | SF           | UC R1                             | N/A              | اوتاویو بیانکی لوییس سوارز روی هاجسون                 | مارکو برانکا                  | ۱۷          |
| ۱۹۹۶-۹۷                                                                    | سری آ                               | ۳۴  | ۱۵  | ۱۴  | ۵   | ۵۱   | ۳۵   | ۵۹     | سوم         | SF           | نایب قهرمان UC                    | N/A              | روی هاجسون لوچانو کاستلینی                            | یوری ژورکائف                  | ۱۴          |
| ۱۹۹۷-۹۸                                                                    | سری آ                               | ۳۴  | ۲۱  | ۶   | ۷   | ۶۲   | ۲۷   | ۶۹     | نایب قهرمان | QF           | قهرمان UC                         | N/A              | لوئیجی سیمونی                                         | رونالدو                       | ۲۵          |
| ۱۹۹۸-۹۹                                                                    | سری آ                               | ۳۴  | ۱۳  | ۷   | ۱۴  | ۵۹   | ۵۴   | ۴۶     | هشتم        | SF           | CL QF                             | N/A              | لوئیجی سیمونی میرچا لوچسکو لوچانو کاستلینی روی هاجسون | رونالدو                       | ۱۴          |
| ۱۹۹۹-۰۰                                                                    | سری آ                               | ۳۴  | ۱۷  | ۷   | ۱۰  | ۵۸   | ۳۶   | ۵۸     | چهارم       | نایب قهرمان  | N/A                               | N/A              | مارچلو لیپی                                           | کریستین ویری                  | ۱۳          |
| ۲۰۰۰-۰۱                                                                    | سری آ                               | ۳۴  | ۱۴  | ۹   | ۱۱  | ۴۷   | ۴۷   | ۵۱     | پنجم        | QF           | CL QR3 UC R4                      | نایب قهرمان      | مارچلو لیپی مارکو تاردلی                              | کریستین ویری                  | ۱۸          |
| ۲۰۰۱-۰۲                                                                    | سری آ                               | ۳۴  | ۲۰  | ۹   | ۵   | ۶۲   | ۳۵   | ۶۹     | سوم         | R16          | UC SF                             | N/A              | هکتور کوپر                                            | کریستین ویری                  | ۲۲          |
| ۲۰۰۲-۰۳                                                                    | سری آ                               | ۳۴  | ۱۹  | ۸   | ۷   | ۶۴   | ۳۸   | ۶۵     | نایب قهرمان | R16          | CL SF                             | N/A              | هکتور کوپر                                            | کریستین ویری                  | ۲۴          |
| ۲۰۰۳-۰۴                                                                    | سری آ                               | ۳۴  | ۱۷  | ۸   | ۹   | ۵۹   | ۳۷   | ۵۹     | چهارم       | SF           | گروهی CL UC QF                    | N/A              | هکتور کوپر آلبرتو زاکرونی                             | کریستین ویری                  | ۱۳          |
| ۲۰۰۴-۰۵                                                                    | سری آ                               | ۳۸  | ۱۸  | ۱۸  | ۲   | ۶۵   | ۳۷   | ۷۲     | سوم         | قهرمان       | CL QF                             | N/A              | روبرتو مانچینی                                        | آدریانو                       | ۱۶          |
| ۲۰۰۵-۰۶                                                                    | سری آ                               | ۳۸  | ۲۳  | ۷   | ۸   | ۶۸   | ۳۰   | ۷۶     | قهرمان      | قهرمان       | CL QF                             | قهرمان           | روبرتو مانچینی                                        | خولیو کروز                    | ۱۵          |
| ۲۰۰۶-۰۷                                                                    | سری آ                               | ۳۸  | ۳۰  | ۷   | ۱   | ۸۰   | ۳۴   | ۹۷     | قهرمان      | نایب قهرمان  | CL R16                            | قهرمان           | روبرتو مانچینی                                        | زلاتان ابراهیموویچ            | ۱۵          |
| ۲۰۰۷-۰۸                                                                    | سری آ                               | ۳۸  | ۲۵  | ۱۰  | ۳   | ۶۹   | ۲۶   | ۸۵     | قهرمان      | نایب قهرمان  | CL R16                            | نایب قهرمان      | روبرتو مانچینی                                        | زلاتان ابراهیموویچ            | ۱۷          |
| ۲۰۰۸-۰۹                                                                    | سری آ                               | ۳۸  | ۲۵  | ۹   | ۴   | ۷۰   | ۳۲   | ۸۴     | قهرمان      | SF           | CL R16                            | قهرمان           | خوزه مورینیو                                          | زلاتان ابراهیموویچ            | ۲۵          |
| ۲۰۰۹-۱۰                                                                    | سری آ                               | ۳۸  | ۲۴  | ۱۰  | ۴   | ۷۵   | ۳۴   | ۸۲     | قهرمان      | قهرمان       | قهرمان CL                         | نایب قهرمان      | خوزه مورینیو                                          | دیگو میلیتو                   | ۲۲          |
| ۲۰۱۰-۱۱                                                                    | سری آ                               | ۳۸  | ۲۳  | ۷   | ۸   | ۶۵   | ۲۴   | ۷۶     | نایب قهرمان | قهرمان       | نایب قهرمان USC CL QF قهرمان FCWC | قهرمان           | رافائل بنیتز لئوناردو                                 | ساموئل اتوئو                  | ۲۱          |
| ۲۰۱۱-۱۲                                                                    | سری آ                               | ۳۸  | ۱۷  | ۷   | ۱۴  | ۵۸   | ۵۵   | ۵۸     | ششم         | QF           | CL R16                            | نایب قهرمان      | جیان پیرو گاسپرینی کلودیو رانیری آندره آ استراماچونی  | دیگو میلیتو                   | ۲۴          |
| ۲۰۱۲-۱۳                                                                    | سری آ                               | ۳۸  | ۱۶  | ۶   | ۱۶  | ۵۵   | ۵۷   | ۵۴     | نهم         | SF           | EL R16                            | N/A              | آندره آ استراماچونی                                   | رودریگو پالاسیو               | ۱۲          |
| ۲۰۱۳-۱۴                                                                    | سری آ                               | ۳۸  | ۱۵  | ۱۵  | ۸   | ۶۲   | ۳۹   | ۶۰     | پنجم        | R16          | N/A                               | N/A              | والتر ماتزاری                                         | رودریگو پالاسیو               | ۱۷          |
| ۲۰۱۴-۱۵                                                                    | سری آ                               | ۳۸  | ۱۴  | ۱۳  | ۱۱  | ۵۹   | ۴۸   | ۵۵     | هشتم        | QF           | EL R16                            | N/A              | والتر ماتزاری روبرتو مانچینی                          | مائورو ایکاردی                | ۲۲          |
| ۲۰۱۵-۱۶                                                                    | سری آ                               | ۳۸  | ۲۰  | ۷   | ۱۱  | ۵۰   | ۳۸   | ۶۷     | چهارم       | SF           | N/A                               | N/A              | روبرتو مانچینی                                        | مائورو ایکاردی                | ۱۶          |
| ۲۰۱۶-۱۷                                                                    | سری آ                               | ۳۸  | ۱۹  | ۵   | ۱۴  | ۷۲   | ۴۹   | ۶۲     | هفتم        | QF           | گروهی EL                          | N/A              | فرانک دی بوئر استفانو پیولی                           | مائورو ایکاردی                | ۲۴          |
| ۲۰۱۷-۱۸                                                                    | سری آ                               | ۳۸  | ۲۰  | ۱۲  | ۶   | ۶۵   | ۲۹   | ۷۲     | چهارم       | QF           | N/A                               | N/A              | لوچانو اسپالتی                                        | مائورو ایکاردی                | ۲۹          |
| ۲۰۱۸-۱۹                                                                    | سری آ                               | ۳۸  | ۲۰  | ۹   | ۹   | ۵۷   | ۳۳   | ۶۹     | چهارم       | QF           | گروهی CL EL R16                   | N/A              | لوچانو اسپالتی                                        | مائورو ایکاردی                | ۱۱          |
| ۲۰۱۹-۲۰                                                                    | سری آ                               | ۳۸  | ۲۴  | ۱۰  | ۴   | ۸۱   | ۳۶   | ۸۲     | نایب قهرمان | SF           | گروهی CL نایب قهرمان EL           | N/A              | آنتونیو کونته                                         | روملو لوکاکو                  | ۲۳          |
| ۲۰۲۰-۲۱                                                                    | سری آ                               | ۳۸  | ۲۸  | ۷   | ۳   | ۸۹   | ۳۵   | ۹۱     | قهرمان      | SF           | گروهی CL                          | N/A              | آنتونیو کونته                                         | روملو لوکاکو                  | ۲۴          |
| ۲۰۲۱-۲۲                                                                    | سری آ                               | ۳۸  | ۲۵  | ۹   | ۴   | ۸۴   | ۳۲   | ۸۴     | نایب قهرمان | قهرمان       | CL R16                            | قهرمان           | سیمونه اینزاگی                                        | لائوتارو مارتینز              | ۲۱          |
| ۲۰۲۲-۲۳                                                                    | سری آ                               | ۳۸  | ۲۳  | ۳   | ۱۲  | ۷۱   | ۴۲   | ۷۲     | سوم         | قهرمان       | نایب قهرمان CL                    | قهرمان           | سیمونه اینزاگی                                        | لائوتارو مارتینز              | ۲۱          |
| ۲۰۲۳-۲۴                                                                    | سری آ                               | ۳۸  | ۲۹  | ۷   | ۲   | ۸۹   | ۲۲   | ۹۴     | قهرمان      | R16          | CL R16                            | قهرمان           | سیمونه اینزاگی                                        | لائوتارو مارتینز              | ۲۴          |
| ۲۰۲۴-۲۵                                                                    | سری آ                               | ۳۸  | ۲۴  | ۹   | ۵   | ۷۹   | ۳۵   | ۸۱     | نایب قهرمان | SF           | نایب قهرمان CL                    | نایب قهرمان      | سیمونه اینزاگی                                        | مارکوس تورام                  | ۱۴          |